# Freshlyground
Freshlyground är ett sydafrikanskt afro-fusion-band. De har gett ut fem skivor, Jika Jika (2003), Nomvula (2004), Ma'Cheri (2007), Radio Africa (2010) och Take Me to the Dance (2012). De har även medverkat i FIFA 2010s officiella låt, "Waka Waka (This Time For Africa)" - Shakira feat. Freshlyground. 

## Medlemmar
- Zolani Mahola – sång
- Simon Attwell – flöjt, mbira, munspel
- Peter Cohen – batteri
- Kyla Rose Smith – violin, sång
- Julio "Gugs" Sigauque – gitarr
- Josh Hawks – elbas, sång
- Aron Turest-Swartz – piano, slagverk, sång